# 流れ星 (2021年のテレビドラマ)
『流れ星』（ながれぼし）は、2021年3月22日の月曜 21時00分 - 22時29分にNHK BSプレミアムで放送されたテレビドラマ。主演は松坂慶子。俳優で脚本家・演出家の宅間孝行が2006年に当時率いていた劇団「東京セレソンデラックス」（2012年12月に解散）で初演、好評につき2009年と2019年に劇団「タクフェス」で再々演された舞台のドラマ化。
夫を亡くした女性が魔法使いの力で過去にタイムスリップして、自分の正体を偽って過去の日々を再び生きることで知ることになる過去の真実を巡る、理想の人生探しの冒険を描く。

## キャスト
- 星野夏子（現代） / 夢野夏美 - 松坂慶子
- 星野謙作（青年時代） - 桐山照史（ジャニーズWEST）[1][2]
- 夢野マリー（魔法使い） - 黒島結菜[1][2]
- 徳田夏子（高校時代） - 平祐奈[1][2]
- 中富和也（高校時代の夏子の憧れていた教師） - 堀井新太[1][2]
- 田淵兼子（自称詩人） - 大河原恵
- 小林一平（大学生） - 横山涼
- 駒村学（浪人生） - 若林元太
- 徳田慎太郎（夏子の父） - 尾美としのり[1][2]
- 星野謙作（現代） - 船越英一郎[1][2]

## スタッフ
- 原作 - 宅間孝行
- 脚本 - 阿相クミコ
- 音楽 - 仲西匡
- 制作統括 - 谷口卓敬（NHK）、水野綾子（共同テレビ）
- 演出 - 河野圭太（共同テレビ）